# Freema Agyeman
Freema Agyeman (ur. 20 marca 1979 w Londynie) – brytyjska aktorka ghańsko-perskiego pochodzenia, najbardziej znana z roli Marthy Jones z brytyjskich seriali science-fiction, Doktor Who i Torchwood.

## Życie osobiste
Azar, matka Freemy pochodzi z Iranu, a ojciec Freemy, Osei pochodzi z Ghany. Ma rodzeństwo: siostrę Leilę i brata Dominica. Mieszka w północnym Londynie.

## Filmografia
| Seriale   | Seriale                                   | Seriale            | Seriale |
| Rok       | Tytuł                                     | Rola               | Notatki |
| --------- | ----------------------------------------- | ------------------ | --- |
| 2003      | Crossroads                                | Lola Wise          | Gościnnie |
| 2004      | Aisha the American                        | Shaheen            | Gościnnie |
| 2004      | Casualty@Holby City                       | Kate Hindley       | Gościnnie |
| 2004      | The Bill                                  | Jenna Carter       | Gościnnie |
| 2005      | Mile High                                 | Dziewczyna         | Gościnnie |
| 2005      | Milczący świadek                          | Mery Ogden         | Gościnnie |
| 2006      | The Bill                                  | Shakira Washington | 2 odcinki |
| 2006      | Doktor Who                                | Adeola Oshodi      | Army of Ghosts |
| 2007-2010 | Doktor Who                                | Martha Jones       | Sezon 3 (cały sezon) The Sontaran Stratagem / The Poison Sky The Doctor’s Daughter The Stolen Earth / Journey’s End The End of Time |
| 2007      | Doktor Who – Poszukiwanie nieskończoności | Martha Jones       | Rola główna |
| 2008      | Torchwood                                 | Martha Jones       | Reset Dead Man Walking A Day in the Death                                                                                           |
| 2008      | Little Dorrit                             | Tattycoram         | Gościnnie |
| 2008      | Survivors                                 | Jenny Walsh        | Gościnnie |
| 2009      | Law & Order: UK                           | Alesha Phillips    | Gościnnie |
| 2012      | Pamiętniki Carrie                         | Larissa Loughton   | |
| 2013      | Łódka starego Jacka                       | Shelly Periwinkle  | |
| 2015–2018 | Sense8                                    | Amanita            | Rola główna, 24 odcinki |
| 2018-2022 | New Amsterdam                             | Dr Helen Sharpe    | |
| Filmy     |                                           |                    | |
| Rok       | Tytuł                                     | Rola               | Notatki |
| 2005      | Rulers and Dealers                        | Nana               | Niezależny film |
| 2011      | Abduction                                 | Kareema            | |